# Theodore Carpenter
Theodore Carpenter detto Wingie (Saint Louis, 15 aprile 1898 – New York, 21 luglio 1975) è stato un trombettista e cantante statunitense di jazz attivo tra gli anni 1920 e 1960.

## Biografia
Figlio di Jefferson e Pollie Middleton, perse il braccio sinistro a causa di un incidente durante la sua adolescenza, e venne amputato da un noto chirurgo che era uno zio del musicista jazz Doc Cheatham.  Qualche tempo dopo, iniziò a suonare la tromba e nel 1920 iniziò l'attività suonando in spettacoli di carnevale itineranti, e nel 1921 fece una tournée con il gruppo di Herbert Minstrel. Era uno dei tanti trombettisti muniti di una sola mano che lavoravano nel mondo della musica, anche soprannominato Wingy Manone.
Dal 1926 si stabilì a Cincinnati, suonando con Wes Helvey, Clarence Paige, Zack Whyte e Speed Webb. Nel 1927, suonò a Buffalo con Eugene Primus. Tra la fine del 1926 e il 1928, partecipò allo spettacolo delle Whitman Sisters con il gruppo del pianista Troy Snapp.
Durante i primi anni 1930, Carpenter suonò nella Celery City Serenaders di Smiling Boy Steward e in un altro gruppo della Florida guidato da Bill Lacey. Intorno alla metà degli anni 1930, diede inizio ad una serie di tournée con i direttori Jack Ellis, Dick Bunch e Jesse Stone e nei tardi anni 1930 si stabilì a New York, dove suonò con Skeets Tolbert e Fitz Weston.
Dal 1939 divenne capo di un suo gruppo, suonando in noti locali come The Black Cat, The New Capitol e altri ancora. Continuò a dirigere il suo gruppo fino agli anni 1960, suonando occasionalmente in alcune date. Diverse sue registrazioni sono disponibili, ancora oggi, come MP3, compresi Look Out Papa Don't You Bend Down, Preachin' Trumpet Blues, Put Me Back In The Alley, Rhythm of The Dishes and Pans e Team Up.
Morì il 21 luglio 1975 a New York.